# Três Graus de Glória
Na teologia da Igreja de Jesus Cristo dos Santos dos Últimos Dias, há Três Graus de Glória (alternativamente, os reinos de glória), que são a morada eterna para quase todos os que viveram na Terra.

Os santos dos últimos dias acreditam que no Julgamento Final, herdaremos um lugar no reino para o qual nos preparamos. As escrituras ensinam sobre três reinos de glória: o reino celestial, o reino terrestre e o reino teleste .

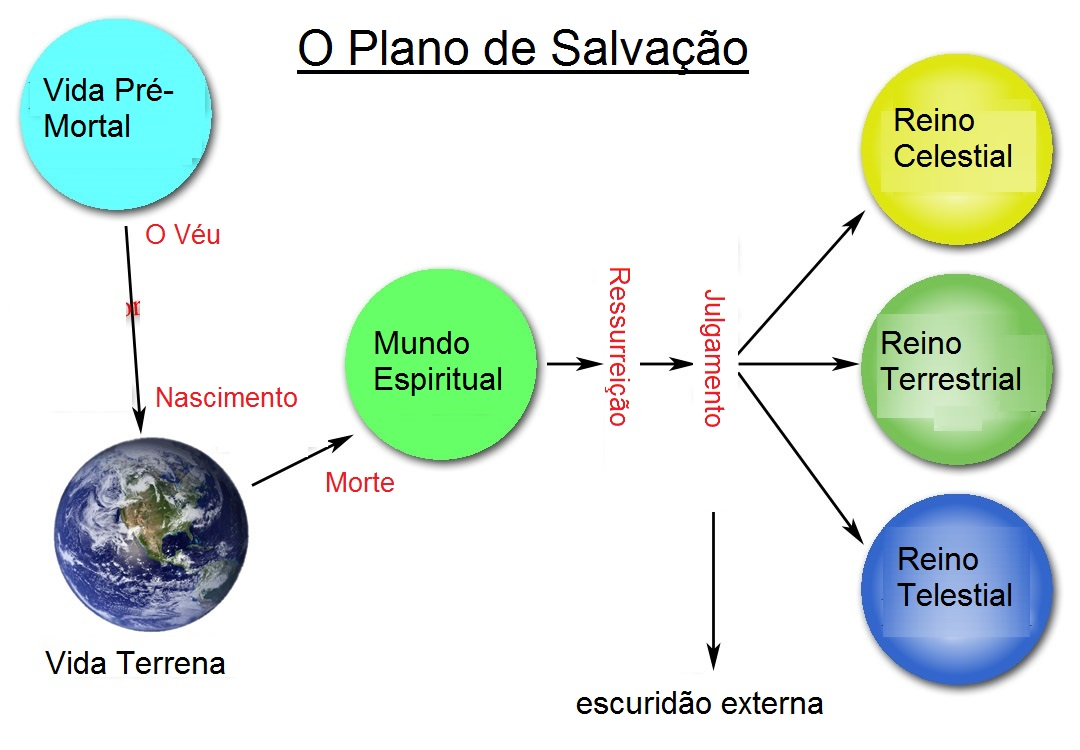
O Plano de Salvação, como ensinado pela Igreja de Jesus Cristo dos Santos dos Últimos Dias.

## Celestial
“Esses são os que receberam o testemunho de Jesus e creram em seu nome e foram batizados (…) que, guardando os mandamentos,[puderam ser] lavados e purificados de todos os seus pecados e [receberam] o Santo Espírito”. Esses são aqueles que venceram o mundo pela fé. São os justos e puros aos quais o Espírito Santo pode selar com suas bênçãos. Os que herdarem o grau mais alto do reino celestial e que se tornarem deuses foram também casados para a eternidade no templo. Todos os que herdarem o reino celestial viverão com o Pai Celestial e Jesus Cristo para sempre (ver D&C 76:62). Por meio do trabalho que realizamos nos templos, todas as pessoas que viveram na Terra podem ter a mesma oportunidade de receber a plenitude do evangelho e as ordenanças de salvação para que possam herdar um lugar no mais alto grau da glória celestial.

## Terrestre
Para esse reino irão aqueles que rejeitaram o evangelho na Terra, mas que o receberam depois no mundo espiritual. São as pessoas honradas na Terra, mas que foram cegadas para o evangelho de Jesus Cristo pelas artimanhas dos homens. São também aqueles que receberam o evangelho e um testemunho de Jesus, mas que depois não foram valentes. Eles serão visitados por Jesus Cristo, mas não pelo Pai Celestial.

## Teleste
Esses não receberam o evangelho nem o testemunho de Jesus Cristo na Terra nem no mundo espiritual. Eles sofrerão por seus pecados no inferno até depois do Milênio, quando ressuscitarão. “Estes são os que são mentirosos e feiticeiros e adúlteros e libertinos; e todo aquele que ama e inventa mentiras.” Essas pessoas são tão numerosas quanto as estrelas do céu e as areias da praia. Serão visitadas pelo Espírito Santo, mas não pelo Pai nem pelo Filho.